# Élections fédérales canadiennes de 2019 au Manitoba
Les élections fédérales canadiennes de 2019 au Manitoba, comme dans le reste du Canada, ont lieu le 21 octobre 2019. La province est représentée par 14 députés à la Chambre des communes, soit le même nombre que lors des élections fédérales canadiennes de 2015 au Manitoba.

## Résultats généraux

### Suffrages
| Partis                         | Partis                         | Votes   | %     | +/-  | Sièges | +/-           |
| ------------------------------ | ------------------------------ | ------- | ----- | ---- | ------ | ------------- |
|                                | Parti conservateur             | 264 071 | 45,45 | 8,1  | 7      | 2             |
|                                | Parti libéral                  | 152 803 | 26,30 | 18,3 | 4      | 3             |
|                                | Nouveau Parti démocratique     | 120 533 | 20,74 | 6,9  | 3      | 1             |
|                                | Parti vert                     | 29 768  | 5,12  | 1,9  | 0      | en stagnation |
|                                | Parti populaire                | 10 021  | 1,72  | Nv.  | 0      | en stagnation |
|                                | Héritage Chrétien              | 2 645   | 0,46  |      | 0      | en stagnation |
|                                | Communiste                     | 118     | 0,02  |      | 0      | en stagnation |
|                                | Indépendants                   | 1 077   | 0,19  | -    | 0      | -             |
|                                |                                |         |       |      |        |               |
| Total                          | Total                          | 581 036 | 100   | -    | 14     | en stagnation |
| Inscrits/Taux de participation | Inscrits/Taux de participation | 911 058 | 63,78 |      |        |               |

### Élus
| Circonscriptions                            | Député sortant | Député sortant          | Député gagnant  | Député gagnant  |
| ------------------------------------------- | -------------- | ----------------------- | --------------- | --------------- |
| Brandon—Souris                              |                | Larry Maguire           | Larry Maguire   | Larry Maguire   |
| Charleswood—St. James—Assiniboia—Headingley |                | Doug Eyolfson           |                 | Marty Morantz   |
| Churchill—Keewatinook Aski                  |                | Niki Ashton             | Niki Ashton     | Niki Ashton     |
| Dauphin—Swan River—Neepawa                  |                | Robert Sopuck ‡         |                 | Dan Mazier      |
| Elmwood—Transcona                           |                | Daniel Blaikie          | Daniel Blaikie  | Daniel Blaikie  |
| Kildonan—St. Paul                           |                | MaryAnn Mihychuk        |                 | Raquel Dancho   |
| Portage—Lisgar                              |                | Candice Bergen          | Candice Bergen  | Candice Bergen  |
| Provencher                                  |                | Ted Falk                | Ted Falk        | Ted Falk        |
| Saint-Boniface—Saint-Vital                  |                | Dan Vandal              | Dan Vandal      | Dan Vandal      |
| Selkirk—Interlake—Eastman                   |                | James Bezan             | James Bezan     | James Bezan     |
| Winnipeg-Centre                             |                | Robert-Falcon Ouellette |                 | Leah Gazan      |
| Winnipeg-Centre-Sud                         |                | Jim Carr                | Jim Carr        | Jim Carr        |
| Winnipeg-Nord                               |                | Kevin Lamoureux         | Kevin Lamoureux | Kevin Lamoureux |
| Winnipeg-Sud                                |                | Terry Duguid            | Terry Duguid    | Terry Duguid    |